# Ster (hemellichaam)

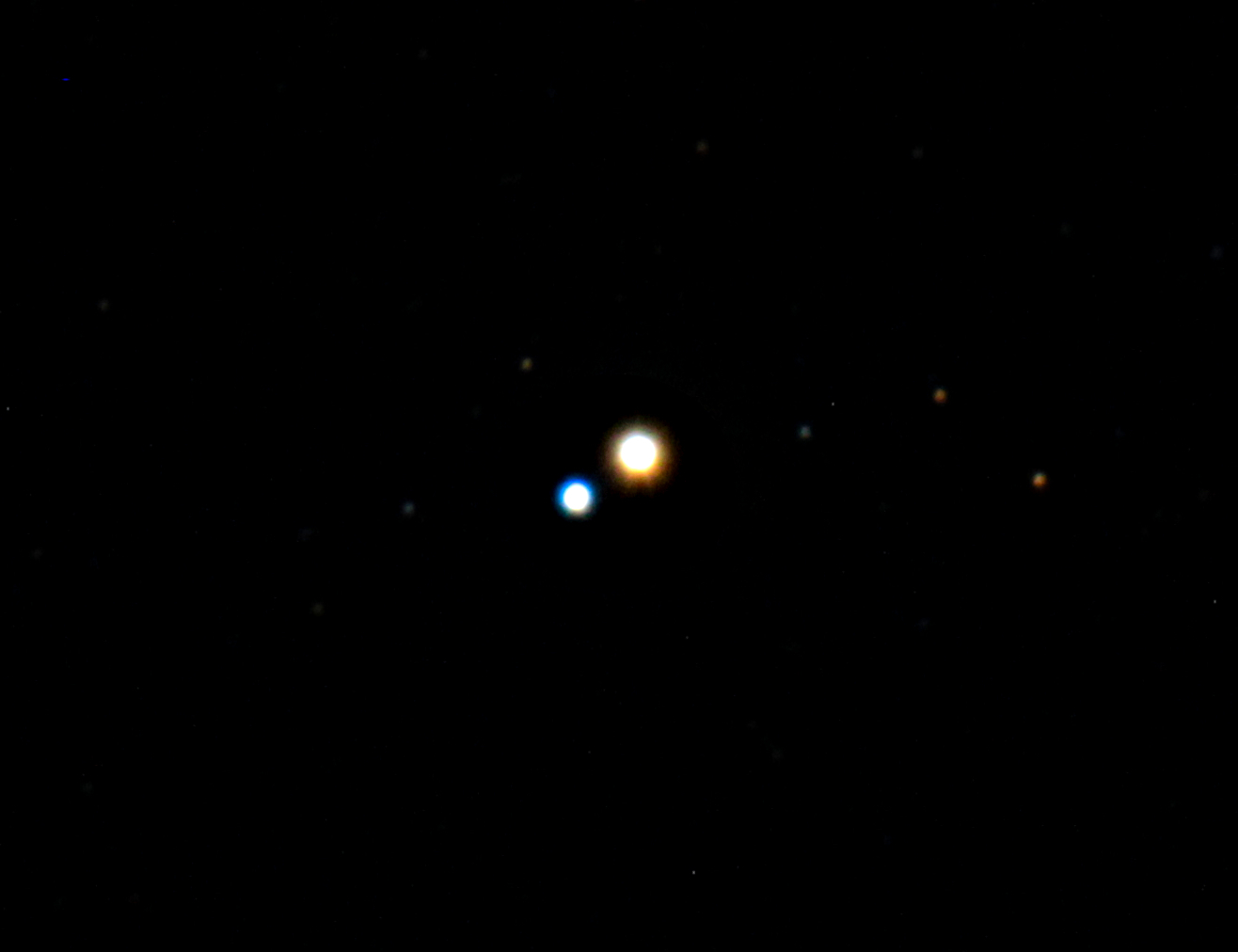
De dubbelster Albireo (beta Cygni)

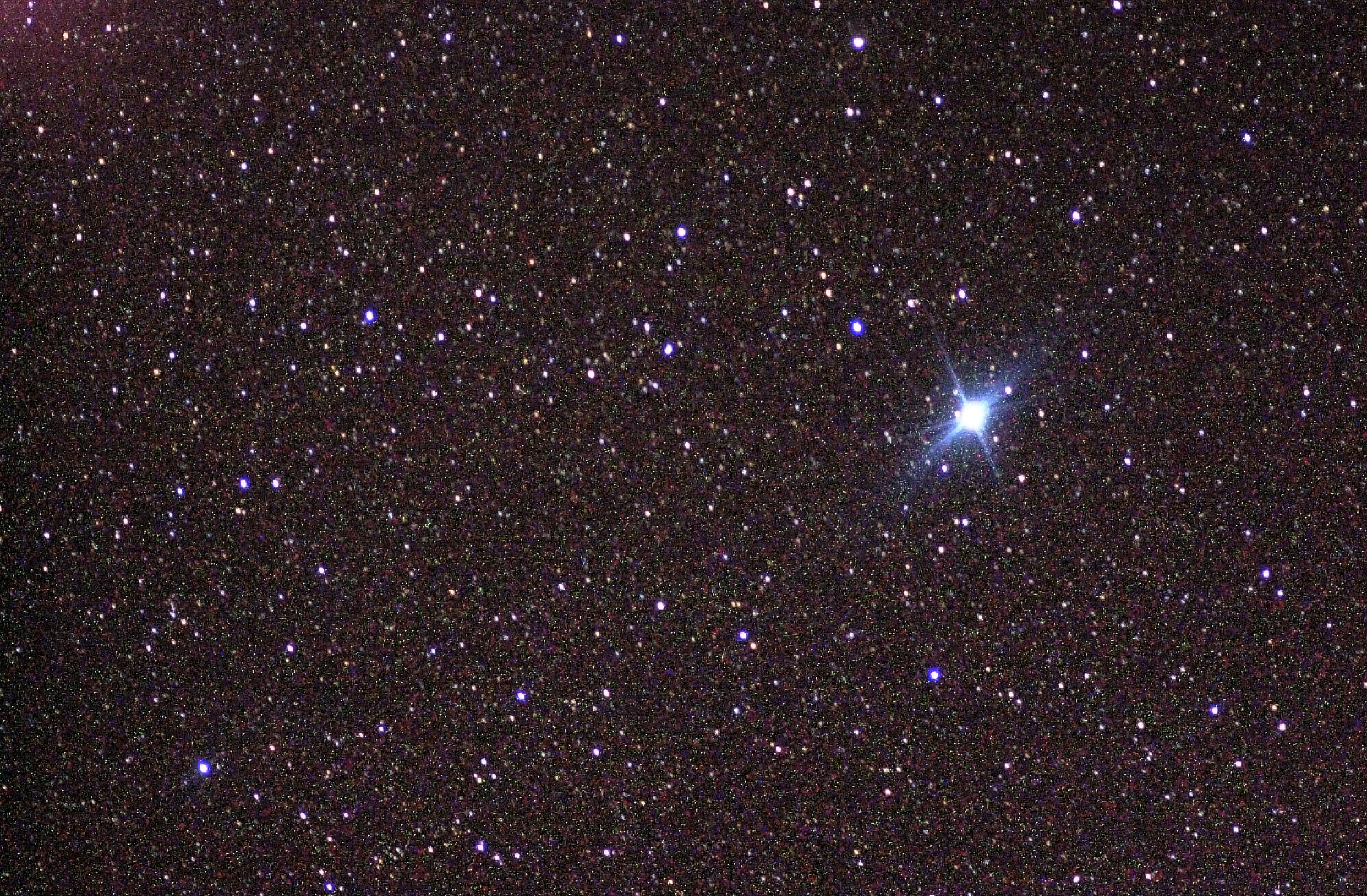
De heldere ster Canopus in het sterrenbeeld Kiel

Een ster is een bolvormig hemellichaam bestaande uit lichtgevend plasma met daarin voornamelijk (ongeveer 73% van de massa) waterstof en daarnaast ongeveer 25% helium en kleine aandelen 'metalen' In sterren is de druk en temperatuur van de inwendige gasconcentratie zo hoog dat er kernfusiereacties plaatsvinden. Daarbij wordt een enorme hoeveelheid energie geproduceerd die door de ster wordt uitgezonden vanuit de steratmosfeer als elektromagnetische straling met verschillende golflengten, waaronder zichtbaar licht. Ook de eindstadia van sterren, de witte dwergen en neutronensterren, waarin de kernfusie tot een einde is gekomen, worden tot de sterren gerekend. De structuur van een ster hangt af van massa en evolutiestadium.
De dichtstbijzijnde ster is voor ons de Zon (afstand 8,317 lichtminuten). Daarna volgt Proxima Centauri (4,246 lichtjaar). 

## Zichtbaarheid
Op een maanloze nacht zonder lichtvervuiling maakt de sterrenhemel een overweldigende indruk. Toch zijn er met het blote oog over de hele wereld slechts ongeveer ruim 9000 sterren zichtbaar. Andere objecten, zoals de Melkweg en enkele andere sterrenstelsels, zijn niet als afzonderlijke sterren zichtbaar. Met een telescoop wordt dat anders: de Melkweg bevat zelf al miljarden sterren en er zijn biljoenen sterrenstelsels.

## Kernfusie
Een ster bouwt in haar binnenste een zo hoge temperatuur en druk op dat daar kernfusie optreedt. De druk naar buiten, die wordt veroorzaakt door de straling en de deeltjes die worden geproduceerd bij die kernfusie, voorkomt dat de gasbol onder zijn eigen gewicht verder in elkaar stort. In een stabiele ster heerst een evenwicht tussen de buitenwaarts gerichte stralingsdruk en de binnenwaarts gerichte zwaartekracht.
Er zijn twee soorten fusieprocessen bekend waardoor sterren waterstof omzetten in helium: de koolstof-stikstofcyclus in hete zware sterren en de proton-proton cyclus in koelere en lichtere sterren (zoals de Zon). In latere evolutiestadia worden zwaardere elementen gevormd door onder meer het triple-alfaproces (dat koolstof en zuurstof produceert uit helium).

## Kenmerken

De zon vergeleken met een van de grootste bekende sterren VY Canis Majoris

Groottes van dwergsterren t.o.v. de zon

### Massa
Sterren kunnen zeer verschillende massa's hebben. De lichtste sterren hebben een massa van ongeveer 1/13 van de massa van de Zon (2×1030 kg). Bij een nog lagere massa zijn de druk en temperatuur in de kern niet hoog genoeg om kernfusie op gang te brengen en spreekt men niet van een ster, maar van een bruine dwerg. Er zijn wel veel zwaardere sterren, van 150 of meer keer de zonnemassa. De zwaarst bekende ster is R136a1, met een massa van 265 keer die van de Zon.

### Afmetingen
Een ster (met uitzondering van de Zon) is voor de waarnemer op Aarde als lichtbron vrijwel een puntbron. Alleen voor uitzonderlijk grote, voldoende nabije sterren kan met behulp van interferometrie rechtstreeks de diameter worden gemeten. De grootste schijnbare diameter hebben R Doradus (0,06 boogseconde) en Betelgeuze (0,05 boogseconde).
Tamelijk nauwkeurige schattingen van werkelijke sterdiameters zijn mogelijk met behulp van de stralingswet van Stefan-Boltzmann als de oppervlaktetemperatuur en de absolute bolometrische magnitude bekend zijn. De oppervlaktetemperatuur volgt uit de kleur van de ster, of nauwkeuriger door het spectrum van het licht van de ster te analyseren. De absolute magnitude volgt uit de schijnbare magnitude als de afstand bekend is.
Als het Hertzsprung-Russelldiagram wordt getekend met op de horizontale as de logaritme van de absolute temperatuur en op de verticale as de magnitude, dan liggen sterren met dezelfde diameter op diagonale rechte lijnen.
De diameter van sterren kent een nog grotere variatie dan de massa. Zo hebben de kleinste hoofdreekssterren een diameter ongeveer gelijk aan die van Jupiter (143.000 km), EBLM J0555-57Ab is zo'n ster en is sinds de ontdekking n 2017 de kleinste bekende ster. De grootste sterren kunnen een diameter van miljarden kilometers hebben, zoals bij de zogeheten rode hyperreuzen. Van de grootste bekende rode hyperreus VY Canis Majoris wordt de diameter geschat op 2.000.000.000 km, 1500 keer de diameter van de Zon. In het zonnestelsel zou hij zich uitstrekken tot tussen de baan van Jupiter en Saturnus.

### Helderheid
De schijnbare helderheid waarmee een ster zich aan ons voordoet, is afhankelijk van de lichtkracht en de afstand van de ster. De schijnbare helderheid, de magnitude, is een belangrijk kenmerk waarop sterren ingedeeld worden. Onder gunstige observatieomstandigheden kunnen sterren met een magnitude van bijvoorbeeld 6 nog net bij donkere hemel met het blote oog gezien worden; voor zwakkere sterren is een telescoop nodig. Dat betekent bijvoorbeeld dat een ster met de absolute helderheid van onze Zon op een afstand van 50 lichtjaar nog net met het blote oog kan worden gezien. In totaal zijn er, op beide halfronden van de aarde tezamen, ongeveer 5000 sterren die onder gunstige omstandigheden met het blote oog kunnen worden waargenomen.

### Lichtkracht
Niet alle sterren aan de hemel lijken even helder. Dit wordt gedeeltelijk veroorzaakt doordat sterren op verschillende afstanden staan, en verre sterren minder helder lijken dan nabije. Ook als alle sterren vanaf dezelfde afstand bekeken zouden worden, zijn ze niet alle even helder. Zware sterren zijn helderder omdat ze over het algemeen harder 'branden'. Het totaal uitgezonden stralingsvermogen noemt men de lichtkracht van de ster.
De lichtkracht van sterren neemt heel snel toe bij grotere massa.
De kleinste rode dwergen hebben een lichtkracht van ongeveer 1/1.000.000 van die van de Zon (3,827 × 1026 W). Blauwe hyperreuzen hebben een lichtkracht miljoenen malen groter dan die van de Zon.

### Veranderlijke sterren
Niet van alle sterren is de helderheid constant, sommige variëren in helderheid en worden veranderlijke ster (of variabele ster) genoemd. Soms is dat omdat de ster zelf niet stabiel is en in grootte verandert, in andere gevallen is er een begeleider die af en toe voor de ster langs trekt en een deel van het licht tegenhoudt.

### Spectraalklasse

de classificatie van stertypes volgens Morgan, Keenan, en Kellman (MKK)

Met het blote oog is al zichtbaar dat sterren verschillende kleuren hebben, sommigen zijn blauwachtig, anderen zijn meer rood. Afhankelijk van de oorspronkelijke massa en leeftijd van de ster is de temperatuur verschillend en zendt hij verschillende spectra van licht uit.
De soorten spectra werden oorspronkelijk geclassificeerd volgens de letters van het alfabet, maar later bijgesteld tot de reeks O-B-A-F-G-K-M (te onthouden door het ezelsbruggetje O, Be A Fine Girl, Kiss Me), waarbij de sterren uit de spectraalklasse O het heetst (en blauw) zijn, en de sterren van spectraalklasse M het koelst (en rood). De R-, N- en S-sterren zijn speciale gevallen, later is ook nog een klasse W toegevoegd. Een verdere verfijning wordt aangebracht door een cijfer toe te voegen. Onze Zon is van spectraalklasse G2, de ster Sirius (Alpha Canis Majoris) is heter en van type A1, Aldebaran (Alpha Tauri) is kouder en van type K5.

### Levensduur
Men zou kunnen verwachten dat zware sterren een langere levensduur hebben dan lichte, maar dit is niet zo. Zoals vermeld in het onderdeel "lichtkracht", neemt de energieproductie van een ster explosief toe met haar massa. Bijgevolg is de levensduur van een ster omgekeerd evenredig met haar grootte. De zwaarste sterren, de Hyperreuzen, hebben een levensduur van hooguit een paar miljoen jaren, middelgrote sterren, zoals G-type hoofdreekssterren, waartoe de Zon behoort, bestaan gemiddeld 10 miljard jaar, terwijl de lichtste sterren, de rode dwergen, een verwachte levensduur voor de minst massieve wel 10-20 biljoen jaar kan bedragen, zo'n duizend maal meer dan de huidige leeftijd van het heelal.

## Structuur
Er bestaan geen waarnemingsmethoden om rechtstreeks een beeld te krijgen van het inwendige van een ster, ook niet van dat van de Zon. Alleen neutrinos kunnen ongehinderd vanuit het inwendige van de Zon doorheen de buitenste lagen reizen, zodat door het invangen van neutrino's een onrechtstreekse bevestiging kan worden gezocht van de omstandigheden waaronder de kernfusie plaatsvindt.
Wat we weten over de inwendige opbouw van sterren, volgt uit theoretische modellen die gebruik maken van hydrostatica, de algemene gaswet of verfijningen daarvan, en beschouwingen over energieproductie en warmtetransport. Ingewikkelder, niet-statische modellen houden ook rekening met interne gasstromen, de rotatie van de ster, eventuele vormveranderingen en afwijkingen van de bolvorm. De eenvoudigste modellen maken alleen gebruik van hydrostatica en de algemene gaswet, en leveren minimumwaarden voor de temperatuur en de druk in het centrum van een ster onafhankelijk van het energieproductiemechanisme.
Gebieden in het sterinwendige kunnen worden onderscheiden naargelang van de verschillende soorten kernreacties die er mogelijk zijn, zoals de proton-protoncyclus of de koolstof-stikstofcyclus, en anderzijds naargelang van het belangrijkste mechanisme voor warmtetransport naar hoger gelegen gebieden, hetzij door straling, hetzij door convectie.

## Ontstaan en levensloop
Een ster ontstaat uit gas en stof in moleculaire wolken, dat onder invloed van de zwaartekracht bijeen wordt gedreven.
Sterren met een geringste massa (bruine dwergen), blijven onveranderlijk en blijven bestaan tot ze zijn opgebrand. Sterren met een normale levensloop verbranden eerst hun waterstof. Zodra alle waterstof is opgebrand, wordt de heliumkern opgebrand en begint de ster uit te dijen. Een ster van meer dan 8 zonnemassa’s verandert in een superreus of hyperreus, een ster van tussen 0,5 en 8 zonnemassa’s verandert in een rode reus. Een witte dwerg is het gevolg van het ineenstorten van een rode reus. Als een superreus of hyperreus ineenstort, laat ze of een neutronenster of een zwart gat achter.

## Sterrentypen

Hertzsprung-Russelldiagram

### Hertzsprung-Russelldiagram
Als de lichtkracht en de spectraalklasse van de sterren tegen elkaar in een grafiek uitgezet worden, ontstaat het Hertzsprung-Russelldiagram, waarin een duidelijk patroon te herkennen is. Er tekent zich een band af waarin hete sterren meer licht geven dan koude sterren. Dit wordt de hoofdreeks genoemd en hierin staan alle sterren die hun energie ontlenen aan de fusie van waterstof naar helium. Rode reuzen en witte dwergen vallen buiten de hoofdreeks, omdat zij op een andere manier hun energie opwekken.

### De verschillende sterrentypen en hun frequentie
Van de sterren van het melkwegstelsel behoort ongeveer 65% tot de lichtzwakke rode dwergen, 15% tot de witte dwergen, die hun "actieve leven" al achter de rug hebben, 15% tot sterren van het type van onze zon ( ca. 0,5 tot 1,5 zonsmassa) en 5% tot de diverse typen van reuzensterren en subreuzensterren.
De werkelijk gigantische sterren vormen maar een heel kleine minderheid. Vanwege hun grote lichtkracht zijn ze echter goed vertegenwoordigd onder de sterren die met het blote oog zichtbaar zijn.

### Populatie I, II en III
Toen de astronomen in de eerste helft van de 20e eeuw enig inzicht begonnen te krijgen in de structuur van het melkwegstelsel, ontdekten ze dat er zich rondom de galactische schijf een halo van bolvormige sterrenhopen bevindt. Uit spectraalanalytisch onderzoek bleek dat deze sterren in chemisch opzicht zeer verschillend waren van de sterren van de schijf: hun gehalte aan "metalen" (dat wil zeggen elementen zwaarder dan waterstof en helium) bleek enkele tientallen malen lager te zijn.
Om de twee soorten sterren van elkaar te onderscheiden, noemden de astronomen de sterren in de schijf sterren van Populatie I en die van de bolvormige sterhopen sterren van Populatie II.
In 2005 ontdekte een groep onderzoekers van het Goddard Space Flight Center van de NASA te Greenbelt spectraallijnen met een extreem hoge roodverschuiving, die waarschijnlijk afkomstig zijn van sterren die in de eerste paar honderd miljoen jaar na de oerknal gevormd zijn. Dit was de eerste aanwijzing voor het bestaan van een type sterren met gigantische lichtkracht, in de orde van miljoenen malen die van de zon, waarvan astronomen het bestaan reeds hadden vermoed. De sterren van dit type, die populatie-III-sterren zouden kunnen worden genoemd, zijn waarschijnlijk verantwoordelijk voor de geringe hoeveelheid "metalen" die in de populatie-II-sterren reeds aanwezig is.

## Namen
Veel heldere sterren hebben een uit het Arabisch afkomstige naam. De oorzaak hiervan is dat de Arabieren eerder dan de westerse wereld op een serieuze manier de astronomie bedreven. Een stimulans hiervoor was dat het in de islam belangrijk is om het begin en eind van de ramadan precies te bepalen. Hiervoor zijn nauwkeurige astronomische waarnemingen nodig. De Arabieren vervaardigden in de middeleeuwen lijsten en hemelkaarten met daarop de Arabische namen voor de zichtbare heldere sterren. Toen in Europa de belangstelling voor de wetenschap weer opbloeide, werd dit 'voortrekkerswerk', inclusief sternamen, door de Europeanen overgenomen.
Een alternatief voor de naamgeving is in 1603 ontwikkeld door Johannes Bayer. Hij was degene die de huidige indeling in sterrenbeelden opzette en per sterrenbeeld de sterren benoemde volgens de letters van het Griekse alfabet. Dit gebeurt volgens afnemende sterkte. De helderste ster van bijvoorbeeld het sterrenbeeld Stier (Taurus) heet dan Alpha Tauri (naast Aldebaran), de tweede ster Beta Tauri (naast Al Nath) en zo voorts. Omdat de helderheid indertijd niet absoluut gemeten kon worden en omdat de helderheid ook weleens varieert, is de volgorde niet exact. Omdat de 24 letters van het Griekse alfabet al gauw niet voldoende bleken, introduceerde John Flamsteed een aanvullend systeem met nummers. Zo heet de ster Atlas in Stier 27 Tauri. Daarna zijn in de 19e eeuw en later vele stercatalogi opgesteld die allemaal ook een eigen nummersysteem hanteren. Deze nummersystemen zijn bij het grote publiek niet gangbaar, behalve als een ster die niet onder een ander systeem valt in het nieuws komt. Bijvoorbeeld als er een planeet bij ontdekt wordt. Voorbeelden hiervan zijn GQ Lupi en HD69830.